# Saint-Laurent-la-Vernède
Pour les articles homonymes, voir Saint-Laurent.
Saint-Laurent-la-Vernède est une commune française située dans le nord-est du département du Gard, en région Occitanie.
Exposée à un climat méditerranéen, elle est drainée par la Tave, la Veyre, le ruisseau de la Brives et par divers autres petits cours d'eau. La commune possède un patrimoine naturel remarquable composé d'une zone naturelle d'intérêt écologique, faunistique et floristique.
Saint-Laurent-la-Vernède est une commune rurale qui compte 707 habitants en 2022, après avoir connu une forte hausse de la population depuis 1968. Ses habitants sont appelés les Saint Laurentais et les Saint Laurentaises.
Le patrimoine architectural de la commune comprend un immeuble protégé au titre des monuments historiques : le fort, inscrit en 2003.

## Géographie
| Verfeuil    | Saint-Marcel-de-Careiret | Cavillargues        |
| Fontarèches | Saint-Laurent-La-Vernède | La Bastide-d'Engras |
|             | Saint-Quentin-la-Poterie |                     |

Les villes les plus proches sont Uzès (12 km), Bagnols-sur-Cèze (18 km), Avignon (40 km), Nîmes (35 km) et Alès (35 km).
La commune est située entre la vallée du Rhône à l'est, et les montagnes des Cévennes, à l'ouest. Elle est traversée par la rivière la Tave. 
L'activité principale reste l'agriculture.
Au nord de l'agglomération une route relie la D6 vers Bagnols-sur-Cèze et Alès.

### Climat
Pour des articles plus généraux, voir Climat de l'Occitanie et Climat du Gard.
En 2010, le climat de la commune est de type climat méditerranéen franc, selon une étude s'appuyant sur une série de données couvrant la période 1971-2000. En 2020, Météo-France publie une typologie des climats de la France métropolitaine dans laquelle la commune est exposée à un climat méditerranéen et est dans la région climatique Provence, Languedoc-Roussillon, caractérisée par une pluviométrie faible en été, un très bon ensoleillement (2 600 h/an), un été chaud (21,5 °C), un air très sec en été, sec en toutes saisons, des vents forts (fréquence de 40 à 50 % de vents > 5 m/s) et peu de brouillards.
Pour la période 1971-2000, la température annuelle moyenne est de 13,3 °C, avec une amplitude thermique annuelle de 17,2 °C. Le cumul annuel moyen de précipitations est de 885 mm, avec 6,6 jours de précipitations en janvier et 3,3 jours en juillet. Pour la période 1991-2020, la température moyenne annuelle observée sur la station météorologique la plus proche, située sur la commune de Cavillargues à 5 km à vol d'oiseau, est de 14,1 °C et le cumul annuel moyen de précipitations est de 845,8 mm,. Pour l'avenir, les paramètres climatiques de la commune estimés pour 2050 selon différents scénarios d'émission de gaz à effet de serre sont consultables sur un site dédié publié par Météo-France en novembre 2022.

### Milieux naturels et biodiversité

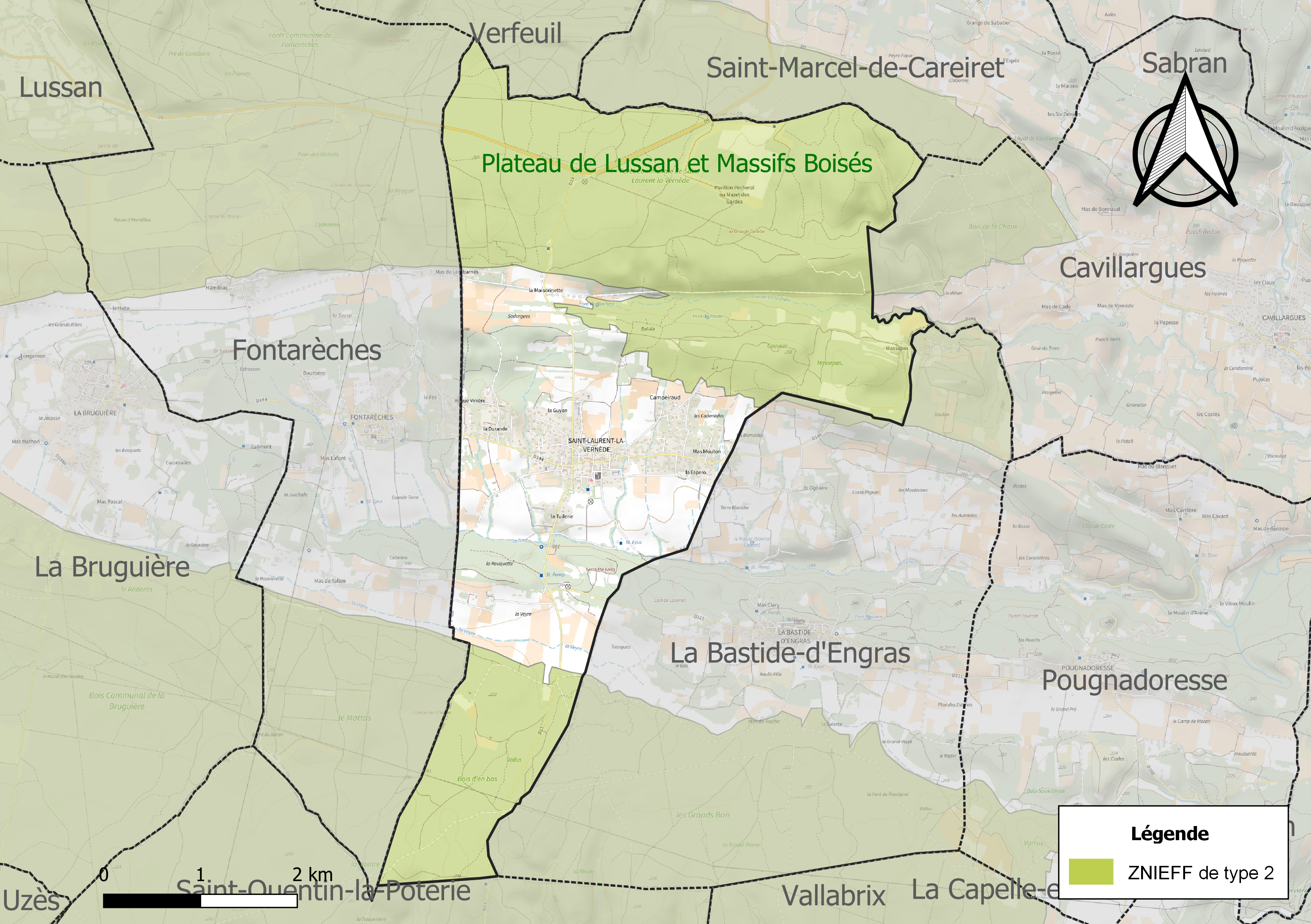
Carte de la ZNIEFF de type 2 localisée sur la commune.

L’inventaire des zones naturelles d'intérêt écologique, faunistique et floristique (ZNIEFF) a pour objectif de réaliser une couverture des zones les plus intéressantes sur le plan écologique, essentiellement dans la perspective d’améliorer la connaissance du patrimoine naturel national et de fournir aux différents décideurs un outil d’aide à la prise en compte de l’environnement dans l’aménagement du territoire.
Une ZNIEFF de type 2 est recensée sur la commune :
le « plateau de Lussan et Massifs Boisés » (37 159 ha), couvrant 40 communes du département.

## Urbanisme

### Typologie
Au 1er janvier 2024, Saint-Laurent-la-Vernède est catégorisée commune rurale à habitat dispersé, selon la nouvelle grille communale de densité à sept niveaux définie par l'Insee en 2022.
Elle est située hors unité urbaine et hors attraction des villes,.

### Occupation des sols
L'occupation des sols de la commune, telle qu'elle ressort de la base de données européenne d’occupation biophysique des sols Corine Land Cover (CLC), est marquée par l'importance des forêts et milieux semi-naturels (65,6 % en 2018), en diminution par rapport à 1990 (68,8 %). La répartition détaillée en 2018 est la suivante : 
forêts (63,3 %), cultures permanentes (12,9 %), zones agricoles hétérogènes (10,3 %), zones urbanisées (6,9 %), mines, décharges et chantiers (3,2 %), milieux à végétation arbustive et/ou herbacée (2,4 %), terres arables (1,1 %). L'évolution de l’occupation des sols de la commune et de ses infrastructures peut être observée sur les différentes représentations cartographiques du territoire : la carte de Cassini (XVIIIe siècle), la carte d'état-major (1820-1866) et les cartes ou photos aériennes de l'IGN pour la période actuelle (1950 à aujourd'hui).

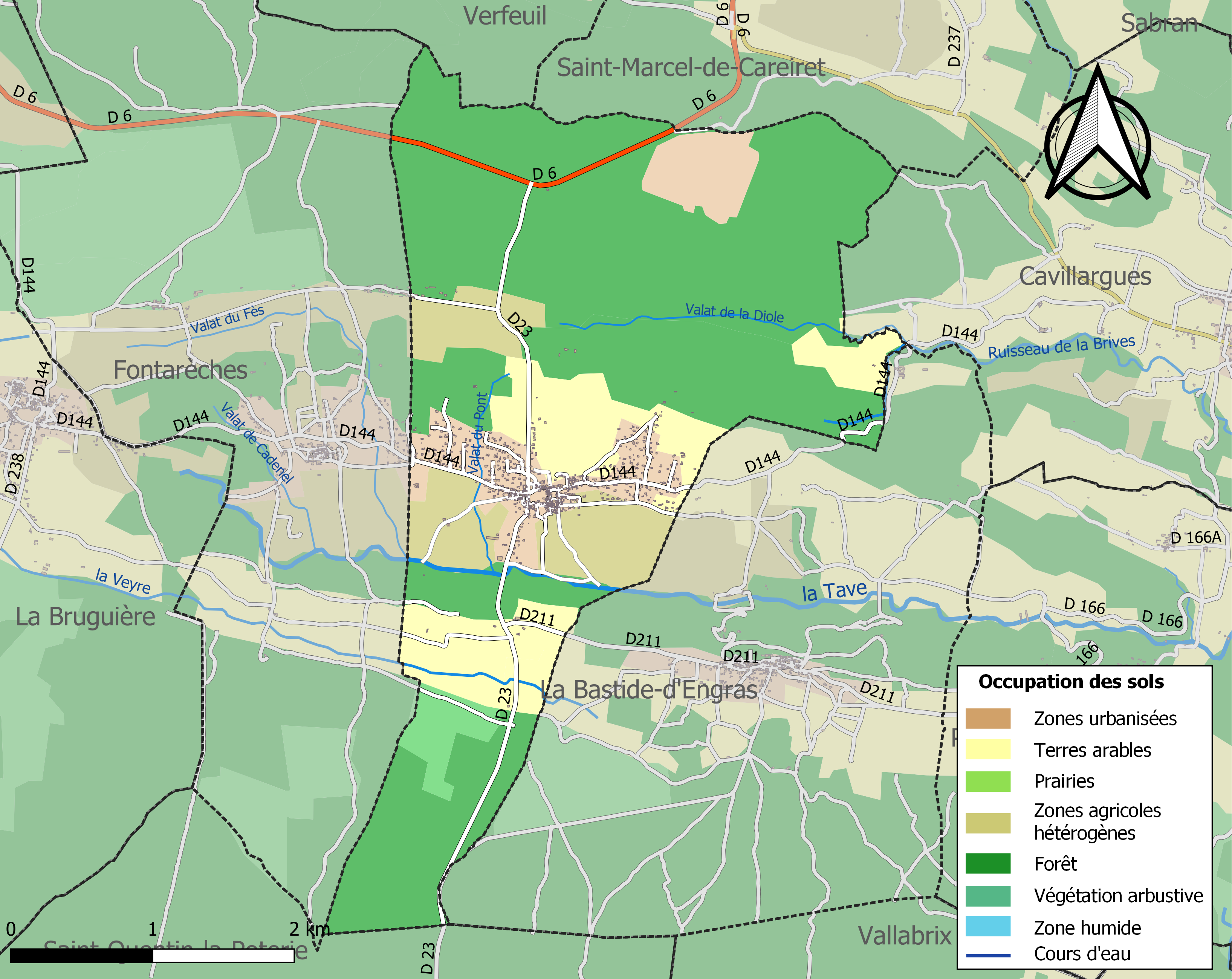
Carte des infrastructures et de l'occupation des sols de la commune en 2018 (CLC).

### Risques majeurs
Le territoire de la commune de Saint-Laurent-la-Vernède est vulnérable à différents aléas naturels : météorologiques (tempête, orage, neige, grand froid, canicule ou sécheresse), inondations, feux de forêts, mouvements de terrains et séisme (sismicité modérée). Il est également exposé à un risque technologique,  le transport de matières dangereuses, et à un risque particulier : le risque de radon. Un site publié par le BRGM permet d'évaluer simplement et rapidement les risques d'un bien localisé soit par son adresse soit par le numéro de sa parcelle.

#### Risques naturels
Certaines parties du territoire communal sont susceptibles d’être affectées par le risque d’inondation par débordement de cours d'eau et par une crue torrentielle ou à montée rapide de cours d'eau, notamment la Tave. La commune a été reconnue en état de catastrophe naturelle au titre des dommages causés par les inondations et coulées de boue survenues en 1982, 1983, 1991, 1997, 2002 et 2011,.

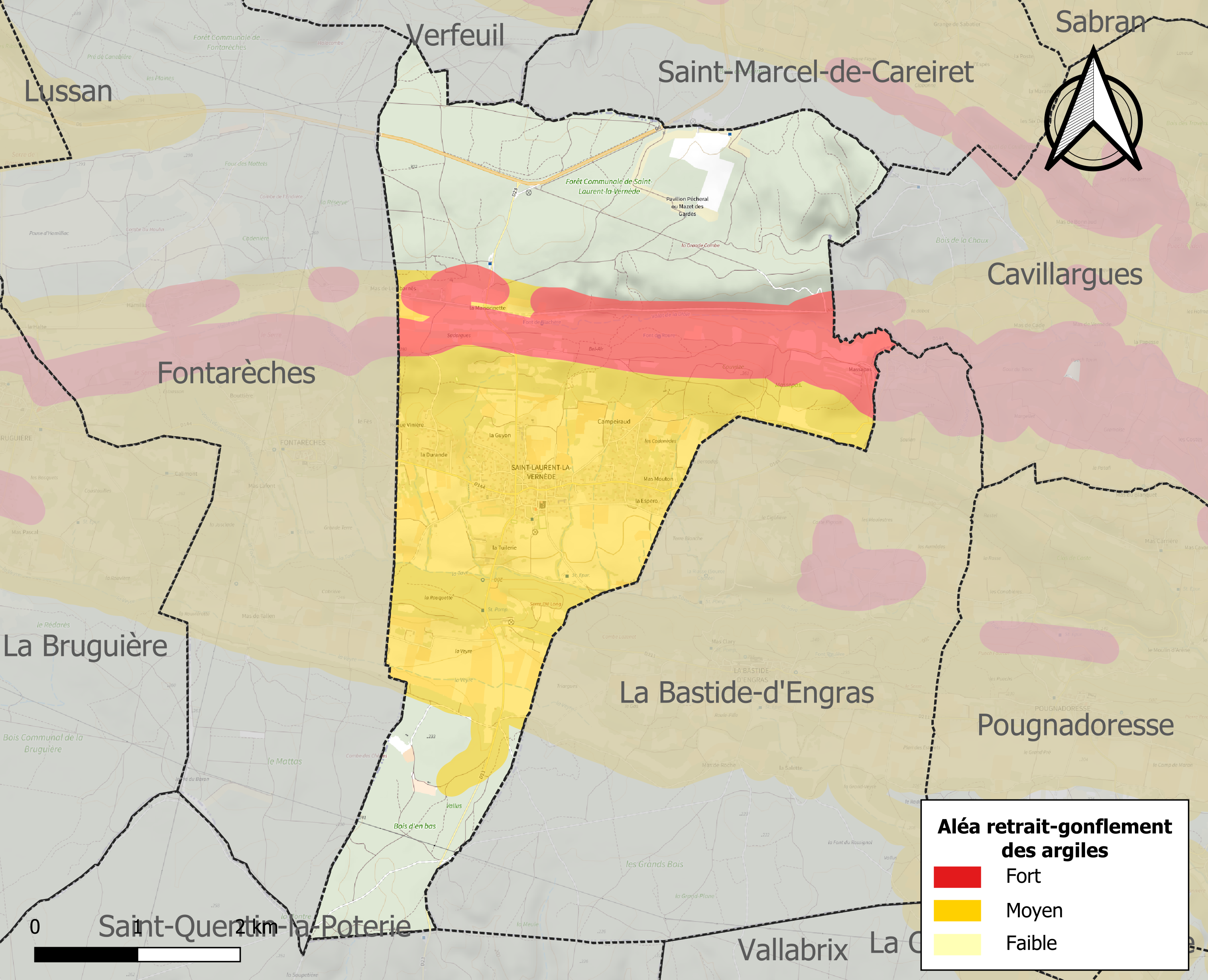
Carte des zones d'aléa retrait-gonflement des sols argileux de Saint-Laurent-la-Vernède.

La commune est vulnérable au risque de mouvements de terrains constitué principalement du retrait-gonflement des sols argileux. Cet aléa est susceptible d'engendrer des dommages importants aux bâtiments en cas d’alternance de périodes de sécheresse et de pluie. 54,8 % de la superficie communale est en aléa moyen ou fort (67,5 % au niveau départemental et 48,5 % au niveau national). Sur les 439 bâtiments dénombrés sur la commune en 2019, 439 sont en aléa moyen ou fort, soit 100 %, à comparer aux 90 % au niveau départemental et 54 % au niveau national. Une cartographie de l'exposition du territoire national au retrait gonflement des sols argileux est disponible sur le site du BRGM,.
Par ailleurs, afin de mieux appréhender le risque d’affaissement de terrain, l'inventaire national des cavités souterraines permet de localiser celles situées sur la commune.
Concernant les mouvements de terrains, la commune a été reconnue en état de catastrophe naturelle au titre des dommages causés par la sécheresse en 2017 et par des mouvements de terrain en 1983.

#### Risques technologiques
Le risque de transport de matières dangereuses sur la commune est lié à sa traversée par des infrastructures routières ou ferroviaires importantes ou la présence d'une canalisation de transport d'hydrocarbures. Un accident se produisant sur de telles infrastructures est en effet susceptible d’avoir des effets graves au bâti ou aux personnes jusqu’à 350 m, selon la nature du matériau transporté. Des dispositions d’urbanisme peuvent être préconisées en conséquence.

#### Risque particulier
Dans plusieurs parties du territoire national, le radon, accumulé dans certains logements ou autres locaux, peut constituer une source significative d’exposition de la population aux rayonnements ionisants. Certaines communes du département sont concernées par le risque radon à un niveau plus ou moins élevé. Selon la classification de 2018, la commune de Saint-Laurent-la-Vernède est classée en zone 2, à savoir zone à potentiel radon faible mais sur lesquelles des facteurs géologiques particuliers peuvent faciliter le transfert du radon vers les bâtiments.

## Histoire
- 1122 : « villa Sancti-Laurentii de Verneda », première mention connue de la commune.
- 1445 : construction du fort par les villageois. Un emplacement leur est réservé pour se protéger des attaques, comme en témoigne une plaque à l'entrée principale du bâtiment.
- début XIXe siècle : construction du clocher.

## Héraldique
| Blason de Saint-Laurent-la-Vernède | Blason  | De sable au chef losangé d'or et d'azur.         |
| Blason de Saint-Laurent-la-Vernède | Détails | Le statut officiel du blason reste à déterminer. |

## Politique et administration
| Période                                  | Période   | Identité         | Étiquette | Qualité |
| ---------------------------------------- | --------- | ---------------- | --------- | ------- |
| mars 1947                                | mars 1959 | Raymond Bourguet |           |         |
| mars 1959                                | mars 1983 | André Turion     |           |         |
| mars 1983                                | mars 2008 | André Veyrat     |           |         |
| mars 2008                                | En cours  | Joseph Guardiola |           |         |
| Les données manquantes sont à compléter. |           |                  |           |         |

## Démographie
L'évolution du nombre d'habitants est connue à travers les recensements de la population effectués dans la commune depuis 1793. Pour les communes de moins de 10 000 habitants, une enquête de recensement portant sur toute la population est réalisée tous les cinq ans, les populations de référence des années intermédiaires étant quant à elles estimées par interpolation ou extrapolation. Pour la commune, le premier recensement exhaustif entrant dans le cadre du nouveau dispositif a été réalisé en 2006.

En 2022, la commune comptait 707 habitants, en évolution de +3,21 % par rapport à 2016 (Gard : +2,97 %, France hors Mayotte : +2,11 %).
| 1793 | 1800 | 1806 | 1821 | 1831 | 1836 | 1841 | 1846 | 1851 |
| ---- | ---- | ---- | ---- | ---- | ---- | ---- | ---- | ---- |
| 361  | 372  | 368  | 377  | 445  | 444  | 416  | 455  | 432  |

| 1856 | 1861 | 1866 | 1872 | 1876 | 1881 | 1886 | 1891 | 1896 |
| ---- | ---- | ---- | ---- | ---- | ---- | ---- | ---- | ---- |
| 457  | 465  | 452  | 462  | 466  | 498  | 457  | 458  | 459  |

| 1901 | 1906 | 1911 | 1921 | 1926 | 1931 | 1936 | 1946 | 1954 |
| ---- | ---- | ---- | ---- | ---- | ---- | ---- | ---- | ---- |
| 433  | 426  | 413  | 344  | 352  | 309  | 276  | 280  | 239  |

| 1962 | 1968 | 1975 | 1982 | 1990 | 1999 | 2006 | 2011 | 2016 |
| ---- | ---- | ---- | ---- | ---- | ---- | ---- | ---- | ---- |
| 241  | 238  | 295  | 380  | 535  | 592  | 683  | 722  | 685  |

| 2021 | 2022 | - | - | - | - | - | - | - |
| ---- | ---- | - | - | - | - | - | - | - |
| 689  | 707  | - | - | - | - | - | - | - |

## Lieux, monuments et traditions
- Dolmen de Cocovèze.
- Fort datant du XVe siècle.

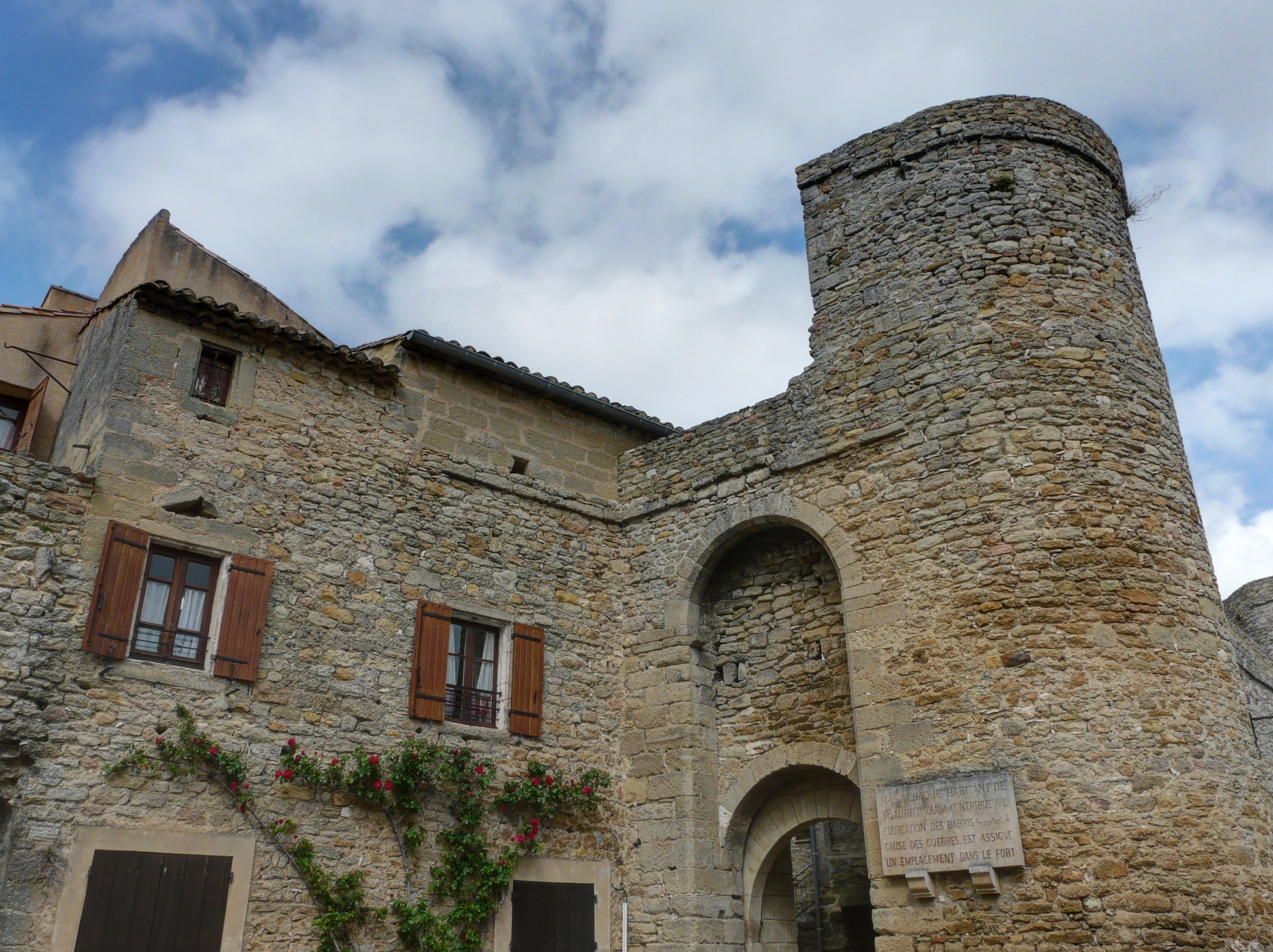
Saint-Laurent-la-Vernède

- Église Saint-Laurent de Saint-Laurent-la-Vernède (milieu du XIXe siècle sous sa forme actuelle).
- Lavoir, dont le but était à l'origine d'irriguer les potagers locaux
- Monument aux morts, composé d'une croix de fer ornée du Christ et d'une plaque de marbre avec les noms des soldats
- Place des Platanes, comme son nom l'indique plantée d'une soixantaine d'arbres de cette espèce, lieu de rencontre et de détente ombragé et pittoresque.
- Chaque année lors de la fête votive organisée sur la Place des platanes et suivant la tradition régionale, un abrivado est organisé.

## Personnalités liées à la commune
- Louis Boisson (1908-1991), homme politique, y est né.